# Orthetrum chrysostigma

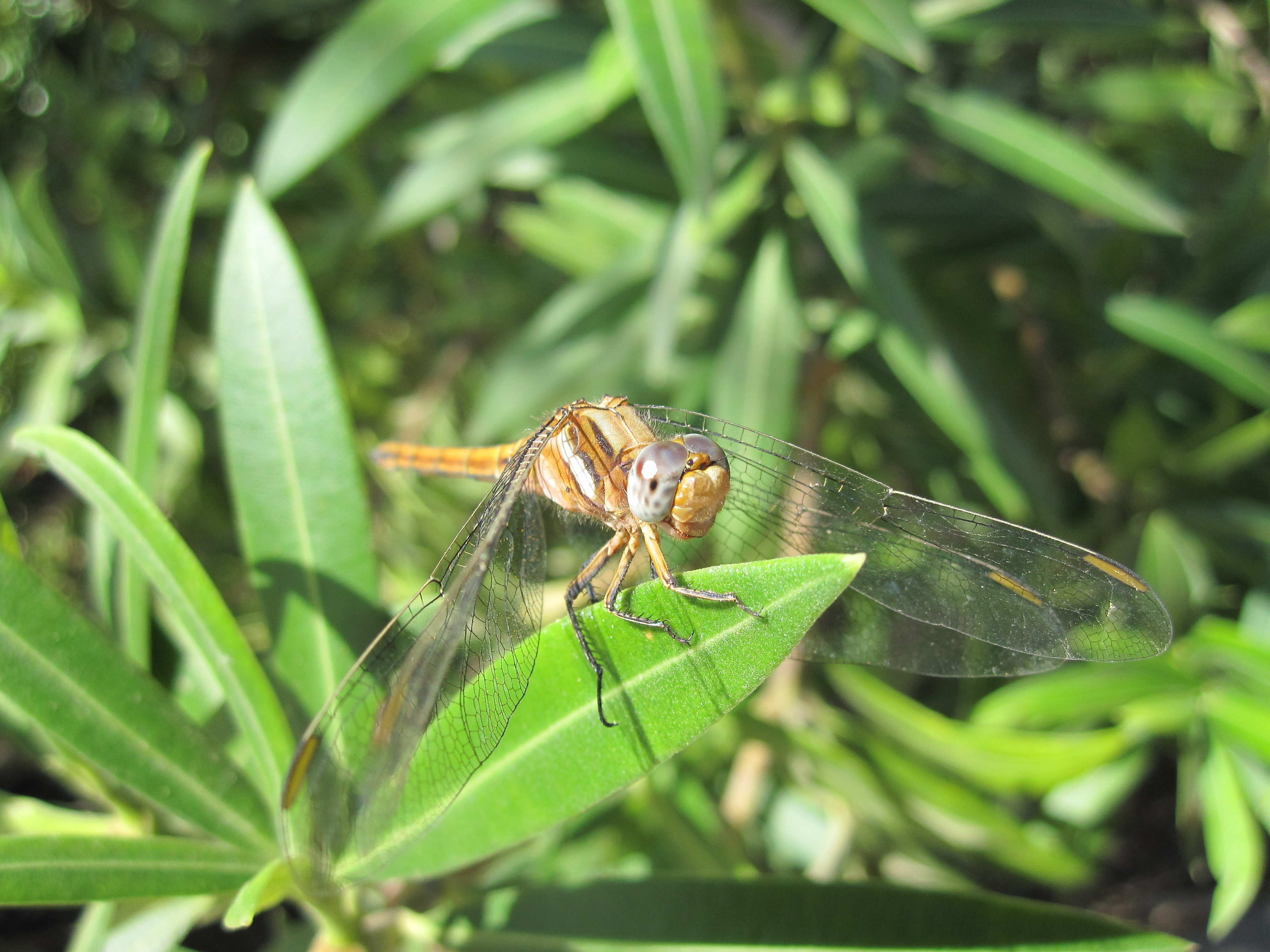
Orthetrum Chrysostigma from Canary Islands

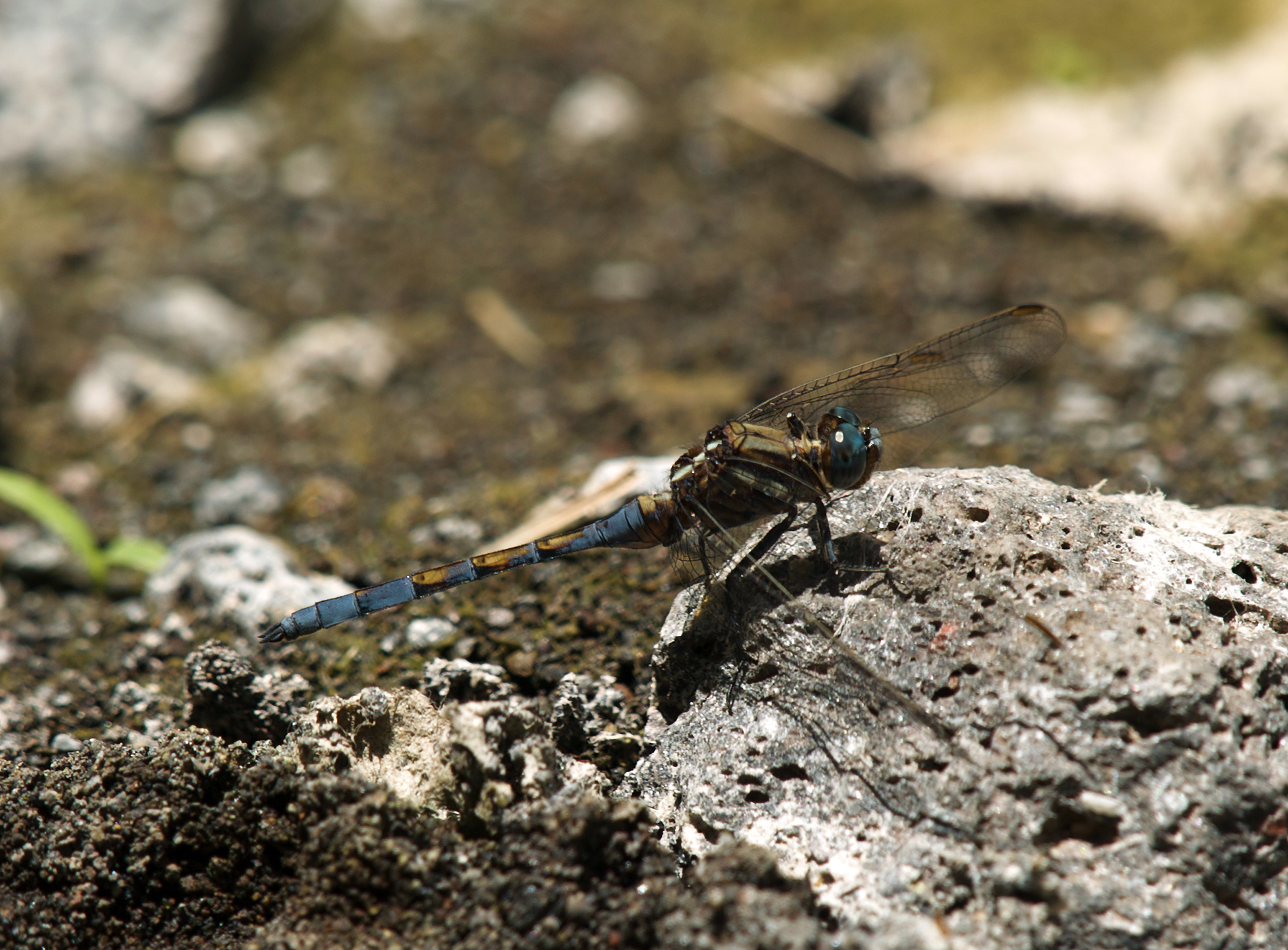
young male

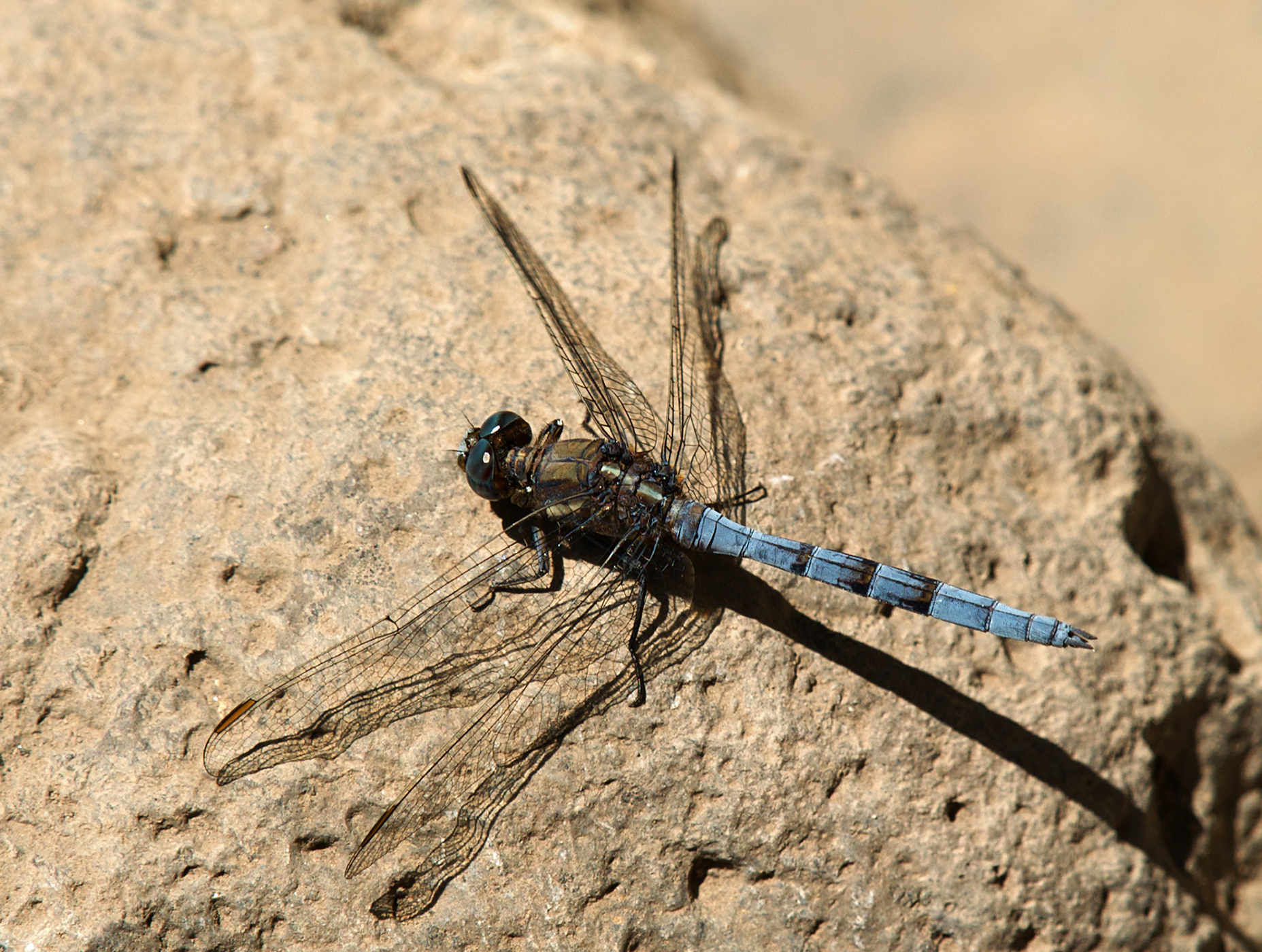
matured male

The Epaulet Skimmer, Orthetrum chrysostigma, là một loài chuồn chuồn ngô thuộc họ Libellulidae. Nó được tìm thấy ở Algérie, Angola, Bénin, Botswana, Burkina Faso, Cameroon, Central African Republic, Tchad, Cộng hòa Dân chủ Congo, Bờ Biển Ngà, Ai Cập, Guinea Xích Đạo, Ethiopia, Gambia, Ghana, Guinée, Kenya, Liberia, Libya, Malawi, Mali, Mauritanie, Maroc, Mozambique, Namibia, Niger, Nigeria, Sénégal, Sierra Leone, Somalia, Nam Phi, Sudan, Tanzania, Togo, Uganda, Zambia, Zimbabwe, và có thể Burundi cũng như Canary Islands.It was recently recorded in the Maltese Islands năm 2010
Các môi trường sống tự nhiên của chúng là các khu rừng ẩm ướt đất thấp nhiệt đới hoặc cận nhiệt đới, dry savanna, moist savanna, vùng đất có cây bụi nhiệt đới hoặc cận nhiệt đới, subtropical or tropical moist shrubland, sông, intermittent rivers, shrub-dominated wetlands, swamps, hồ nước ngọt, intermittent freshwater lakes, freshwater đầm lầy, intermittent freshwater marches, và freshwater springs. 

## Hình ảnh

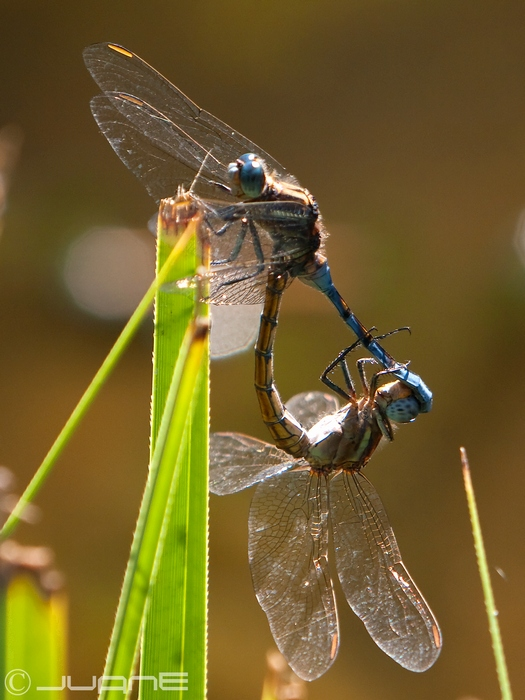
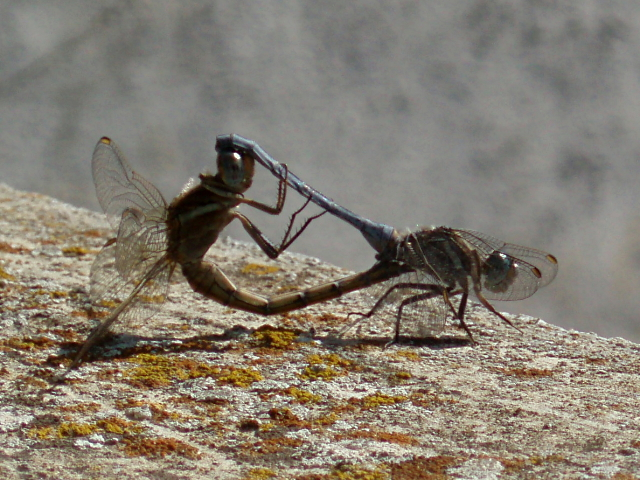
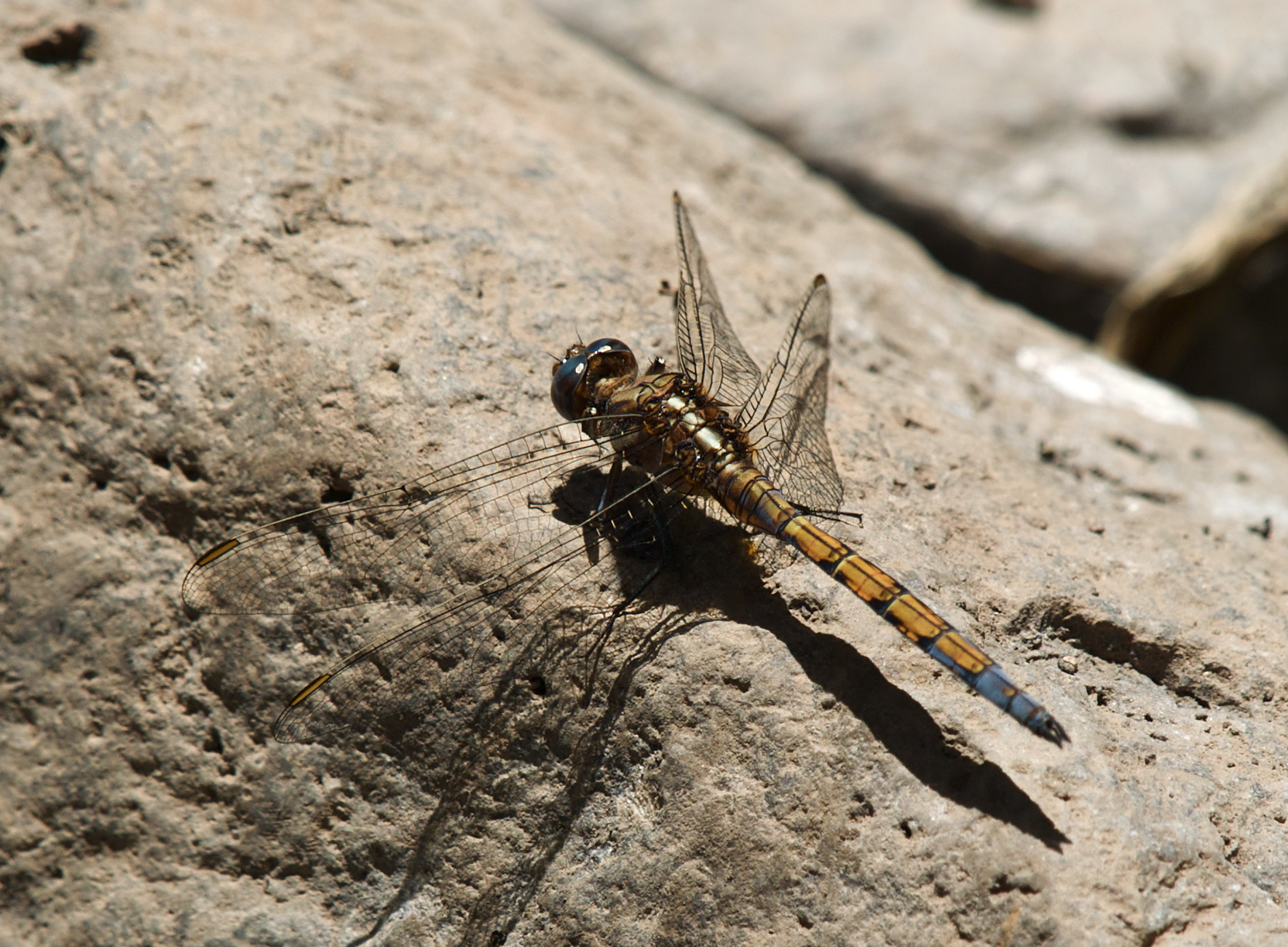
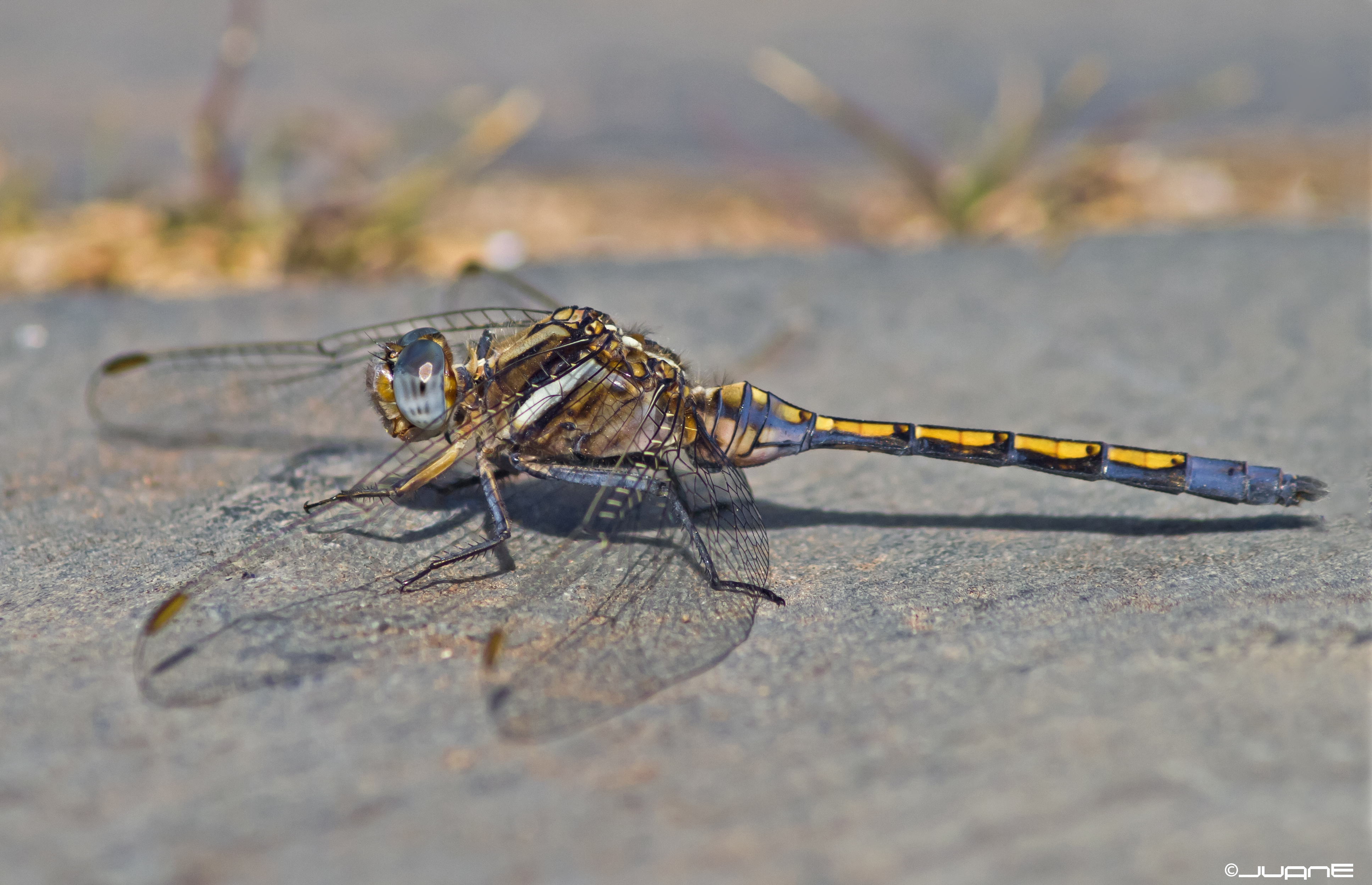